# Тимченко, Геннадий Николаевич
Генна́дий Никола́евич Ти́мченко (род. 9 ноября 1952, Ленинакан, Армянская ССР) — российский и финский предприниматель, общественный деятель.
Владелец частной инвестиционной группы Volga Group, специализирующейся на инвестициях в энергетические, транспортные и инфраструктурные активы. Председатель Экономического совета Франко-российской торгово-промышленной палаты. Председатель Российско-китайского делового совета. Председатель совета директоров Континентальной хоккейной лиги и Президент хоккейного клуба СКА (Санкт-Петербург). Член попечительского совета Русского географического общества. Кавалер ордена Почётного легиона. Почётный консул Сербии в Санкт-Петербурге.
С 2014 года в связи с крымскими событиями находится в санкционном списке США. 22 февраля 2022 года Великобритания наложила персональные санкции в ответ на признание Россией независимости ДНР и ЛНР.

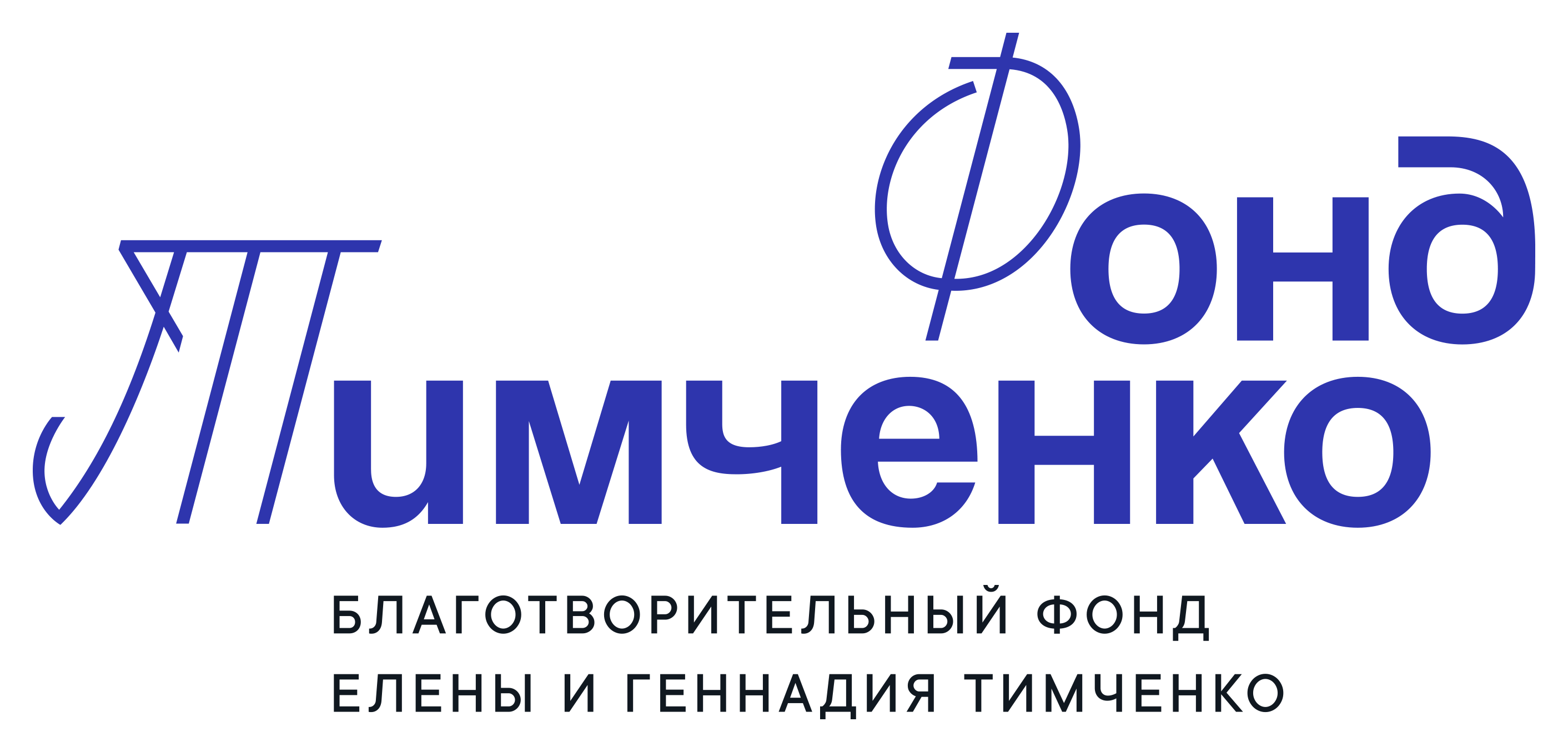
Фонд Тимченко

Из-за поддержки вторжения России в Украину — под санкциями 27 стран ЕС, Великобритании, США, Канады, Швейцарии, Австралии, Японии, Украины, Новой Зеландии.

## Биография
Родился в Ленинакане (ныне Гюмри) Армянской ССР в семье военнослужащего Вооружённых сил СССР; часть своего детства провёл в ГДР (с 1959 по 1965 годы) и на Украине, школу оканчивал в Болграде Одесской области.
В 1976 году окончил Ленинградский Военно-механический институт по специальности инженер-электромеханик. Начал свою карьеру сменным мастером цеха на Ижорском заводе в городе Колпино близ Ленинграда — занимался производством электрогенераторов для атомных электростанций.
В 1982—1988 годах работал старшим инженером Министерства внешней торговли СССР.
В 1988 году Геннадий Тимченко стал заместителем директора государственного внешнеторгового объединения «Киришинефтехимэкспорт», которое было создано в 1987 году на базе Киришского нефтеперерабатывающего завода (входил в тройку крупнейших НПЗ РСФСР).
В 1991 году перешел на работу в компанию Urals Finland Oy (которая подчинялась КГБ) и переехал в Финляндию.
В 1995 году Urals Finland Oy была переименована в International Petroleum Products Oy (IPP), а Геннадий Тимченко стал сперва заместителем, а потом и гендиректором IPP Оу.
В 1997 году совместно с партнёром Торбьорном Торнквистом основал компанию Gunvor. Через Gunvor продавали нефть как государственные («Роснефть», «Газпром нефть»), так и частные компании (ТНК-BP и «Сургутнефтегаз»). Геннадий Тимченко продал свою долю в компании партнёру в марте 2014 года.
В 2007 году Геннадий Тимченко основал частный инвестиционный фонд Volga Resources, в настоящее время Volga Group. Компания объединяет российские активы предпринимателя в области энергетики, транспорта, инфраструктурного строительства, финансов и потребительского сектора.
4 июля 2013 года Геннадию Тимченко вручён орден Почётного легиона за создание постоянной экспозиции русского искусства в Лувре, поддержку деятельности «Русского Музея» и помощи в организации и проведении турнира «Мемориал Алехина».
Является сопредседателем Экономического совета ассоциации «Франко-российская торгово-промышленная палата».

#### Гражданство
По утверждению газеты «Ведомости», в своём интервью The Wall Street Journal Тимченко рассказал о том, что в 1999 году отказался от гражданства России для получения гражданства Финляндии. В 2003 году в Финляндии был принят закон, разрешающий двойное гражданство. После этого, по-видимому, Тимченко восстановил российское гражданство, так как в интервью «Forbes» 26 октября 2012 года Геннадий Тимченко заявил, что у него есть и российское, и финское гражданство. В интервью 1 августа 2014 года Тимченко признал наличие финского гражданства.

## Карьера и общественная деятельность

### Общественная и благотворительная деятельность
В 1998 году выступил соучредителем клуба дзюдо «Явара-Нева».
В 2007 году Геннадий Тимченко и компания «Сургутэкс» основали благотворительный фонд «Ключ», который с тех пор поддерживает семьи, берущие на воспитание детей из детских домов, в Ленинградской, Тамбовской и Рязанской областях.
В 2008 году Геннадий и Елена Тимченко основали в Женеве некоммерческий фонд «Нева». Целью деятельности Фонда является финансирование проектов культурного обмена в России и Швейцарии, медицинских и научных исследований и гуманитарной помощи.
В 2010 году Геннадий и Елена Тимченко создали благотворительный фонд «Ладога». Основное направление деятельности этого фонда — помощь пожилым людям, а также восстановление памятников духовного и культурного наследия, поддержка культурных проектов, поддержка проектов в области современных медицинских технологий.
В 2011 году Геннадий Тимченко был избран председателем экономического совета французских и российских предприятий Франко-российской торгово-промышленной палаты (CCIFR). В его состав входят руководители крупнейших компаний, имеющих партнерские отношения, а также представители основных деловых ассоциаций двух стран (MEDEF и РСПП).
В 2011 году Геннадий Тимченко был назначен Председателем Совета директоров и Президентом хоккейного клуба СКА (Санкт-Петербург).
В 2012 году занял пост Председателя совета директоров Континентальной хоккейной лиги.
В сентябре 2013 года было объявлено о переименовании благотворительного фонда «Ладога» в «Благотворительный фонд Елены и Геннадия Тимченко» (сокращённо «Фонд Тимченко»). Основные задачи: поддержка активного долголетия, развитие культуры и спорта, а также, помощь семье и детям. По сообщениям СМИ, в скором времени, фонд объединит в своём программном портфеле все направления семейной благотворительности. На базе фонда создан специализированный центр для координации работы всей группы фондов.
23 мая 2014 г. при поддержке со стороны Тимченко, обещанной в 2013 г. на Петербургском экономическом форуме, в Петербурге открылась шахматная школа гроссмейстера Марка Тайманова, на открытии которой присутствовали «первый заместитель Председателя Госдумы РФ А. Д. Жуков, предприниматель Г. Н. Тимченко, гроссмейстер В. Крамник и глава администрации Петроградского района Ю. Н. Гладунов». «Ремонтные работы проводились частично за счет средств бюджета города, а также при поддержке Тимченко Геннадия Николаевича и его компании „Сургутэкс“».
В 2013 году стал членом попечительского совета Русского географического общества.
В 2014 году Тимченко стал председателем российской части Российско-китайского делового совета вместо Бориса Титова, возглавлявшего Совет в течение 10 лет.
В мае 2014 года избран вице-президентом Олимпийского комитета России.
В 2016 году Геннадий Тимченко подарил Национальному музею Чеченской Республики коллекцию из 141 картины.
В 2020 году Геннадий и Елена Тимченко пожертвовали 2,9 млрд рублей на борьбу с пандемией коронавируса.

### Спорт и увлечения

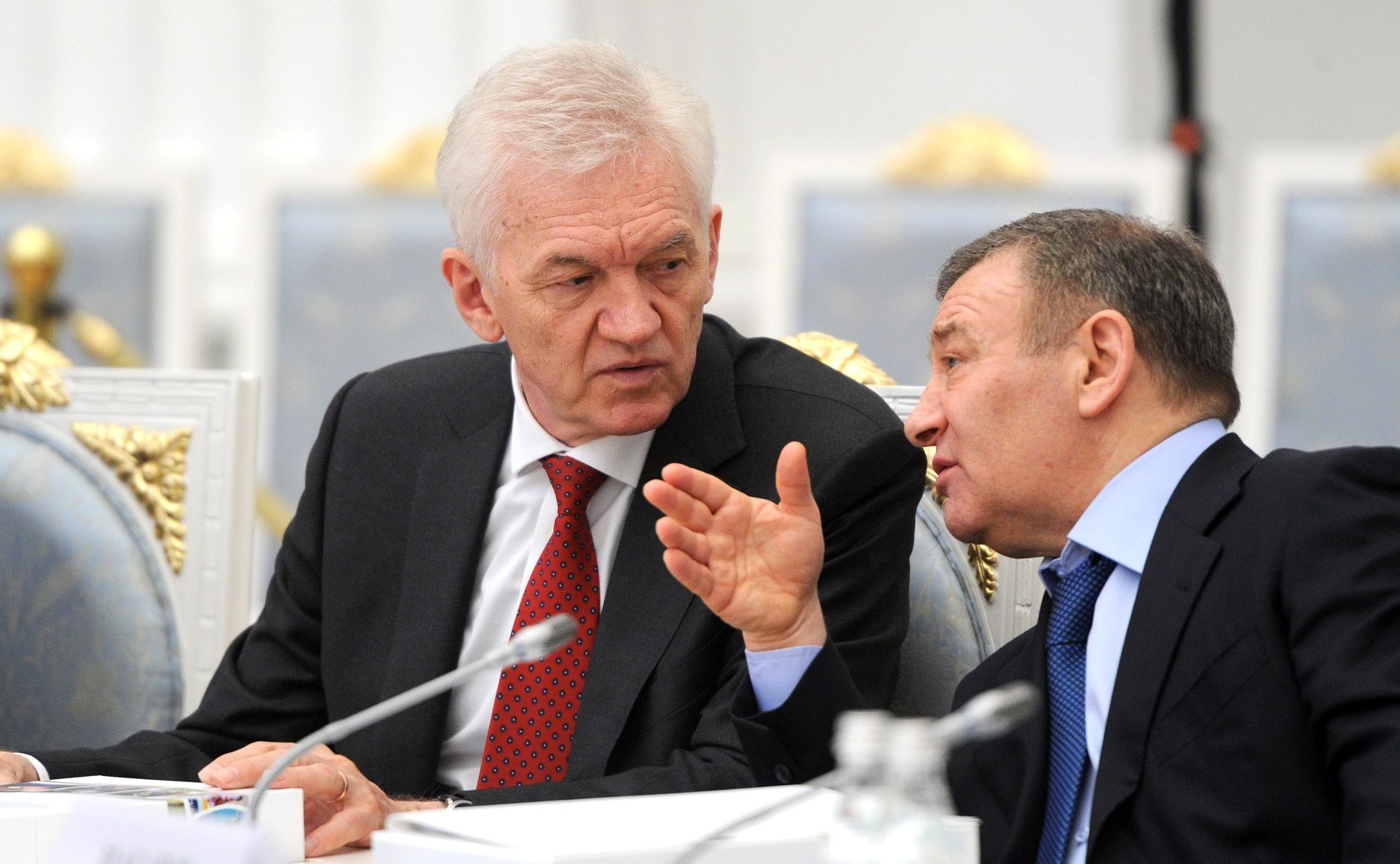
Председатель совета директоров Континентальной хоккейной лиги Геннадий Тимченко (слева) и президент ХК «Динамо» (Москва) Аркадий Ротенберг на заседании Совета по развитию физической культуры и спорта. 2 июня 2015 года

Геннадий Тимченко любит играть и увлекается теннисом. Через свою компанию IPP, начиная с 2000 года, проводил в Финляндии открытый теннисный турнир IPP Open. По неподтверждённым данным, финансировал сборную Финляндии, принимавшую участие в матчах Кубка Дэвиса, а также оказывал спонсорскую поддержку ряду российских теннисистов.
В прессе также имеются упоминания о спонсорстве команды яхтсменов, принимавших участие в регате среди гоночных яхт класса RC 44 (RC 44 Championship Tour)
29 апреля 2011 года Геннадий Тимченко сменил Александра Медведева на посту председателя совета директоров клуба СКА. В мае того же года, по новой структуре управления клубом, утверждённой советом директоров, стал президентом СКА.
10 июля 2012 года избран на пост председателя Совета директоров КХЛ. Неоднократно переизбирался на посту, включая 2024 год.
В 2013 году стал одним из спонсоров и организаторов одного из самых значимых турниров в рейтинге ЭЛО — международного шахматного турнира «Мемориал Алехина»
В июле 2013 года совместно с братьями Ротенбергами учредил компанию Arena Events Oy, которая выкупила 100 % акций хельсинкской арены Hartwal. Кроме того, бизнесмены выкупили долю в клубе «Йокерит» — шестикратном чемпионе Финляндии по хоккею. С 2014 года «Йокерит» выступает в КХЛ.
В 2014 году заявил, что за год рентабельность клуба увеличилась вдвое за счёт количества зрителей и проданной символики и что его основная цель — выйти на самоокупаемость.
В 2014 году стал членом Попечительского совета Российской шахматной федерации. Этот статус, по словам президента РШФ А. Филатова, был присвоен бизнесмену за вклад в развитие и популяризацию шахмат в России.
Через учреждённые вместе с супругой Еленой Фонд Тимченко и фонд «Нева» занимается развитием ледового и шахматного спорта среди молодёжи.
Вице-президент Олимпийского комитета России.
Увлекается коллекционированием предметов искусства в стиле социалистического реализма.

### Связи с КГБ
Согласно заявлению анонимного сотрудника органов госбезопасности, давшего интервью газете Ведомости, Геннадий был агентом в Первом главном управлении КГБ СССР. Сам Геннадий Тимченко в интервью американскому изданию The Wall Street Journal рассказал, что он никогда не имел отношения к КГБ и не был сотрудником спецслужб.

### Высказывания Ивана Рыбкина и Станислава Белковского
В феврале 2004 года один из лидеров оппозиционной партии «Либеральная Россия» Иван Рыбкин заявил, что Путин принимал участие в теневой бизнес-деятельности вместе с Тимченко, и о том, что Тимченко фактически имел контроль над российским нефтяным гигантом «Сургутнефтегаз».
В 2007 году в преддверии парламентских выборов политический технолог Станислав Белковский утверждал, что Путин контролирует 4,5 % акций «Газпрома» и 37 % акций «Сургутнефтегаза», а также половину компании Gunvor. Журналисты «The New Times» доказательств этому факту не нашли.
В интервью Forbes в октябре 2012 года, Геннадий Тимченко заявил, что действительно имеет небольшой пакет акций «Сургутнефтегаза». Данные акции были приобретены на начальном этапе формирования компании и не делают Тимченко «совладельцем» компании. «Сургутнефтегаз» торговал через Gunvor за счёт того, что у последнего было ощутимое конкурентное преимущество над другими компаниями.
В октябре 2013 году представитель Геннадия Тимченко подтвердил, что доля предпринимателя в «Сургутнефтегазе» не превышает 0,01 % и составляет, по разным данным от $5 до $10 млн.

### Иск к The Economist
В ноябре 2008 года британский еженедельник «The Economist» опубликовал статью «Grease my palm» (в русскоязычных СМИ название переводилось как «Дай на лапу», в которой утверждал о качественном росте коррупции в России в период президентства В. В. Путина. В статье упоминался успех компании «Gunvor», совпавший по времени с делом ЮКОСа.
В связи с публикацией Тимченко подал иск. В январе 2009 года газета изменила текст статьи на своём сайте: «Gunvor» и Тимченко в ней более не упоминались. Иск завершился мировым соглашением (до начала прений сторон), по которому газета опубликовала разъяснение следующего содержания:
- говоря о российской коррупции в статье, The Economist не имел в виду, что Тимченко получил бизнес за взятки или при помощи других коррупционных схем;
- Роснефть продаёт через «Гунвор» лишь около 30-40 % добываемой нефти, а не «большую часть» (англ. bulk), как было сказано в статье;
- The Economist принимает уверения «Гунвора» в том, что ни Владимир Путин, ни другие важные политические фигуры в России не владеют долями собственности «Гунвора».

### Иск к Немцову и Милову
В июне 2010 года Борис Немцов и Владимир Милов выпустили миллионным тиражом доклад «Путин. Итоги. 10 лет», в котором было упоминание о том, что своим состоянием бизнесмен якобы обязан тесной и долгой дружбе с Владимиром Путиным. Геннадий Тимченко подал в суд на авторов доклада и потребовал опровержения этих сведений, исключения всех 12 упоминаний его фамилии из интернет-версии доклада, публикации опровержения в газете «Коммерсантъ», а также компенсации морального ущерба — 300 тыс. рублей и уплату госпошлины 800 рублей.
Спорные цитаты, которые истец просил опровергнуть:

- «Старые друзья Путина, которые до его прихода к власти были никем, — Геннадий Тимченко, Юрий Ковальчук, братья Ротенберги — превратились в долларовых миллиардеров»
- «По каким причинам государственные нефтяные компании экспортируют значительную часть нефти через компанию Gunvor, владельцем которой является друг Путина Геннадий Тимченко?»
- «Есть основания полагать, что все эти Тимченко, Ковальчуки, Ротенберги — не более чем номинальные владельцы крупной собственности, а реальным бенефициаром является сам Путин»

В феврале 2011 года Замоскворецкий суд частично признал правоту истца по двум фразам из трёх, оспариваемых истцом, обязав авторов доклада опровергнуть утверждения о том, что «Тимченко — старый друг Путина», а также, что «Путин — конечный бенефициар компаний Тимченко». По решению суда ответчики должны в десятидневный срок опубликовать опровержение в газете «Коммерсантъ», а также выплатить Тимченко по 100 тыс. руб. каждый.
Немцов и Милов обжаловали решение Замоскворецкого суда в Московском городском суде. В марте 2011 году Московский городской суд не удовлетворил жалобу политиков Бориса Немцова и Владимира Милова на решение Замоскворецкого суда.

### Отношения с Владимиром Путиным
Первые публикации об особых отношениях Тимченко с Президентом РФ Владимиром Путиным появились в российской прессе в начале 2000 года. Согласно этим материалам, в 1990-е годы компании Тимченко стали основными экспортными агентами КИНЕФа благодаря вмешательству Путина, работавшего тогда в петербургской мэрии. После перехода на работу в Москву его встречи с Тимченко по-прежнему носили регулярный характер, причем в числе поручений Путина назывались организация канала конфиденциальной связи с бывшим мэром Санкт-Петербурга Анатолием Собчаком, скрывавшимся от уголовного преследования во Франции, и финансирование предвыборной кампании Виктора Зубкова, баллотировавшегося на пост губернатора Ленинградской области.
По словам самого Тимченко, в 1994 году он уже был знаком с Путиным.
По утверждениям российских политиков Бориса Немцова и Владимира Милова, а также британской газеты Financial Times, своим успехом в бизнесе Тимченко обязан отношениям с президентом России Путиным.
По мнению журнала Time Геннадий Тимченко входит в узкий круг «друзей Путина по дзюдо», наряду с братьями Аркадием и Борисом Ротенбергами.
В 2011 году во время судебного процесса по иску против Бориса Немцова и Владимира Милова адвокаты Тимченко обнаружили, что вердикт Высокого суда Лондона по делу «Совкомфлота» приобщён к делу не полностью, и попросили судью включить ещё два пункта решения. В них говорится о том, что твёрдых свидетельств дружбы Тимченко и Путина нет.

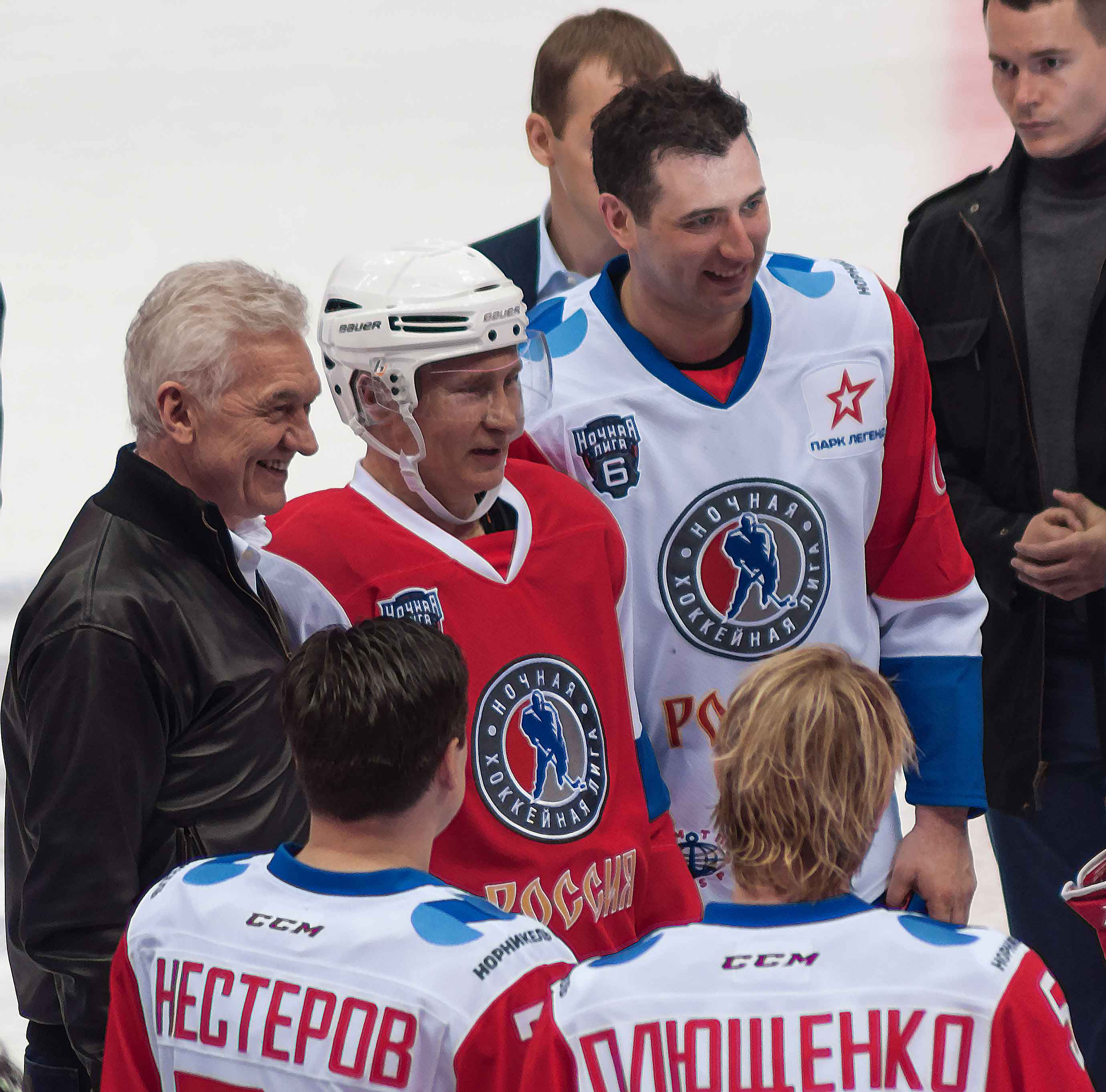
С Владимиром Путиным на матче НХЛ. Сочи, 10 мая 2017 года

Сами Тимченко и Путин неоднократно отрицали какое-либо влияние своих хороших личных отношений на бизнес Тимченко, сферой общих интересов называя спорт и Русское географическое общество.

## Международные санкции
20 марта 2014 года Президент США Барак Обама подписал указ, по которому возможно вводить санкции против ключевых секторов российской экономики из-за «нарушения суверенитета и территориальной целостности Украины». В расширенный список документа вошли Владимир Якунин, Геннадий Тимченко, Аркадий Ротенберг и Борис Ротенберг и другие.
Управление по контролю за иностранными активами (OFAC) федерального казначейства США включило Тимченко в расширенный список граждан и организаций России, чьи активы и счета с того дня заблокированы в Америке, а гражданам США запрещено иметь дело с теми, кто находится в списке. По данным Минфина США, у президента России Владимира Путина «есть инвестиции в компанию Gunvor, и он может иметь доступ к средствам компании», а сам Тимченко «имеет прямое отношение к Путину». Представитель Volga Resources сообщил газете «Ведомости», что Тимченко больше не числится среди акционеров компании Gunvor. Свою долю акций он продал партнёру и гендиректору компании Торбьорну Торнквисту. Акции были проданы за день до публикации санкционных списков. Решение о продаже акций якобы было ожидаемым.
В апреле 2014 года стало известно, что Тимченко полностью избавился от долей в нефтяной компании IPP B.V. GenevaBranch (ранее ему принадлежало 50 % акций), а также в группе компаний RorvikTimber AB, специализирующихся на производстве и сбыте лесоматериалов в Швеции. IPPO владела также 99 % акций скандинавской авиакомпании AirfixAviation.
В октябре 2014 года прокуратура Восточного округа штата Нью-Йорк совместно с министерством юстиции США начала расследование против Геннадия Тимченко по факту отмывания денег компанией Gunvor в ходе сделок по перепродаже нефти, добытой «Роснефтью». Официального подтверждения этой информации со стороны Министерства юстиции США не поступало.
22 февраля 2022 года Великобритания ввела персональные санкции против Геннадия Тимченко. Страна замораживает его активы и запрещает ему въезд.
28 февраля 2022 года, в связи с российским вторжением на Украину Европейский союз включил Тимченко в санкционный список. Евросоюз отмечает что Тимченко известен как давний знакомым президента Российской Федерации Владимира Путина и как один из его приближенных, он также является акционером банка «Россия», который считается личным банком высокопоставленных чиновников Российской Федерации. После незаконной аннексии Крыма Банк Россия открыл филиалы в Крыму и Севастополе, тем самым закрепив их интеграцию в Российскую Федерацию.
8 марта 2022 года санкции ввела Япония, 21 марта 2022 года Канада, 24 июня 2022 года Австралия
Также входит в санкционные списки Швейцарии, Украины и Новой Зеландии.
Супруга Тимченко Елена находится под международными санкция стран Евросоюза, Великобритании, США, Канады, Швейцарии, Украины и Японии.
Дочь Наталья Браунинг находится под международными санкциями Великобритании, США, Канады, Украины и Японии
Дочь Ксения Франк и зять Глеб Франк находятся под международными санкциями США, Канады, Украины и Японии
Италия арестовала его яхту.

## Доходы и собственность

### Собственность
Геннадий Тимченко — основатель и акционер частной инвестиционной группы VolgaGroup.
Через Volga Group Геннадий Тимченко владеет:
- 23 % акций газодобывающей компании «Новатэк»[124];
- 63 % акций строительной компании «Стройтрансгаз»[125];
- 30 % акций угледобывающей компании «Колмар»[124];
- 89 % акций компании «Сахатранс»;
- 50 % акций компании «Суходол», строящей угольный терминал в Приморье;
- 50 % акций газодобывающей компании «Петромир»[124];
- 80 % акций железнодорожной компании «Трансойл»[126];
- 15,3 % акций газоперерабатывающей и нефтехимической компании «СИБУР Холдинг»[125];
- 24,8 % акций страховой компании SOVAG AG (Германия)[127];
- 10,3 % акций банка «Россия»[128];
- 100 % акций производителя питьевой воды ООО «Акваника»[129];
- 40 % акций производителя яблок «Алма Холдинг»[130].

В собственности Геннадия Тимченко по данным СМИ также находится владение в Колоньи (кантон Женева, Швейцария), которое состоит из земельного участка чуть больше 1 га, дома площадью в 341 м² и подземного сооружения на 372 м?. По данным земельного регистра кантона Женева цена владения составляет 18,4 млн франков (на момент покупки в 2002 году — примерно $11 млн.).
Доход (по данным финской налоговой инспекции) с 1999 по 2001 г. вырос в 10 раз — за 2001 г. он задекларировал 4,9 млн евро и заплатил 1,9 млн евро налогов. Из-за высоких финских налогов Геннадий Тимченко в 2002 году переехал в Швейцарию — по его словам, в соответствии с нормами швейцарского законодательства, в Швейцарии в качестве налога возможно ежегодно платить крупную сумму вне зависимости от доходов; такие условия в Швейцарии предоставляются богатым экспатам.
В 2014 году Геннадий Тимченко занял 3 место в рейтинге журнала Forbes «Короли госзаказа». Согласно данным рейтинга объём государственных заказов в компаниях, находящихся под контролем Тимченко, составляет 41 млрд рублей. Крупнейшими заказчиками у компаний предпринимателя выступили компании «Роснефть», «Транснефть», ФГУП «Спецстройтехнологии».

### Состояние
В российском рейтинге богатейших бизнесменов России, опубликованном в апреле 2021 года журналом Forbes, Геннадий Тимченко занимал шестое место с состоянием 22 млрд долларов США. В рейтинге Forbes «110 российских миллиардеров» от 2023 года бизнесмен находится на седьмом месте с состоянием 18,5 млрд долларов.
| Показатель         | 2008 | 2009 | 2010 | 2011 | 2012 | 2013 | 2014 | 2015 | 2016 | 2017 | 2018 | 2019 | 2020 | 2021 | 2022 | 2023 | 2024 |
| Состояние (млрд $) | 2,5  | 0,4  | 1,9  | 5,5  | 9,1  | 14,1 | 15,3 | 10,7 | 11,4 | 16   | 16   | 20,1 | 14,4 | 22   | 11,3 | 18,5 | 23,4 |
| Место (в мире)     | 462  | -    | 536  | 185  | 99   | 62   | 61   | 118  | 85   | 59   | 82   | 49   | 72   | 78   | 173  | 89   | 86   |
| Место (в России)   | 43   | 98   | 36   | 26   | 12   | 9    | 6    | 9    | 5    | 4    | 5    | 5    | 6    | 6    | 8    | 7    | 6    |

## Семья и личная жизнь
Женат, трое детей. 6 декабря 2013 года жена Геннадия Тимченко Елена Тимченко (в девичестве Ермакова) и его дочь Ксения Франк (обе — гражданки Финляндии) получили ордена Дружбы «За укрепление дружбы и сотрудничества с Россией, а также развитие научных и культурных связей и активную благотворительную деятельность».
Мужем дочери Ксении Тимченко является сын гендиректора «Совкомфлота» Сергея Франка Глеб Франк. Совместно с братом губернатора Подмосковья Максимом Воробьевым Франк является основным владельцем «Русской рыбопромышленной компании» и компании «Русская аквакультура», которая занимается разведением сёмги и форели.
Начиная с 2013 года (когда против него были введены санкции) живёт в Москве на Воробьёвых горах, в бывшей резиденции Первого секретаря ЦК КПСС Никиты Хрущёва (Улица Косыгина, дом № 32). Указом мэра Москвы С. С. Собянина от 17 сентября 2013 года двухэтажный особняк площадью более 1000 м² вместе с прилегающим участком природного заказника площадью 2,67 гектаров без какого-либо конкурса был передан в аренду связанной с Тимченко офшорной фирме «Жардин девелопментс ЛТД» — «для эксплуатации здания гостиницы». Расположение этого объекта на бровке Воробьевых гор уникально, из двора открывается неповторимый вид на Москву. Несмотря на то, что любые строительные работы на земле, принадлежащей заказнику «Воробьёвы горы» законодательно запрещены, здесь были возведены вертолётная площадка, банный комплекс и другие сооружения.
Согласно расследованию газеты «Ведомости», структуры Ильи Елисеева и Геннадия Тимченко в 2011 году приобретали на выгодных условиях недостроенные или пришедшие в упадок дома отдыха, принадлежавшие управлению делами президента. Сделки проходили через кипрскую группу Waidelotte, которая, согласно документальному фильму «Он вам не Димон», фактически управляет офшором Furcina Limited, владеющим винодельней в Тоскане и яхтой «Фотиния».

## Санкции
В марте 2022 года супруга Тимченко Елена, две его дочери — Наталья Браунинг и Ксения Франк, а также зять Глеб Франк были включены в санкционные списки США.
19 октября 2022 года Геннадий Николаевич был добавлен в санкционный список Украины.
16 ноября 2023 года Геннадий Тимченко подал иск, чтобы обжаловать судебные решения Европейского суда общей юрисдикции касательно введённых в отношении бизнесмена санкций. Ранее суд уже один раз отказал Тимченко и членам его семьи в удовлетворении подобного иска.

## Награды
- Медаль «За заслуги перед Республикой Карелия» (8 июня 2020 года, Республика Карелия, Россия) — за заслуги перед Республикой Карелия и её жителями, большой вклад в социально-экономическое развитие республики и активную работу в составе Государственной комиссии по подготовке к празднованию 100-летия образования Республикой Карелия[166]
- Кавалер ордена Почётного легиона (2013 год, Франция)[167]
- Благодарность Президента Российской Федерации (10 сентября 2016 года) — за заслуги в области физической культуры и спорта, большой вклад в развитие отечественного хоккея[168][169].